# Neosybra excisa
Neosybra excisa là một loài bọ cánh cứng trong họ Cerambycidae.